# 高啟

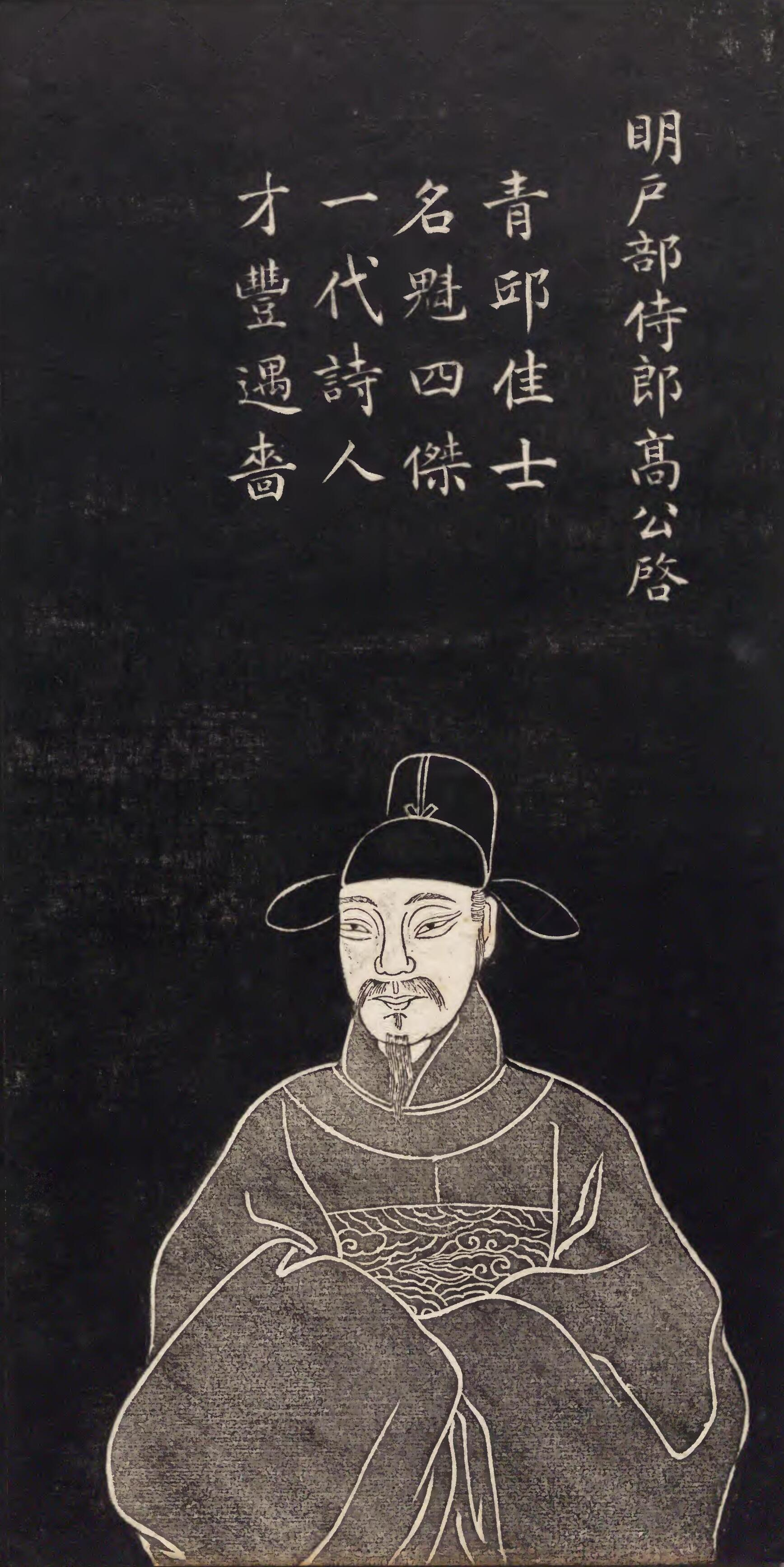
高啓像

高啟（1336年—1373年），字季迪，號槎轩、青丘子，平江路（明改苏州府）长洲县（今江蘇省蘇州市）人，元末明初文学家，明初十才子之一。和宋濂、劉基合稱「明初詩文三大家」。因得罪皇帝朱元璋，以魏觀案累文字獄，處腰斬，大卸八塊。

## 生平
高啟在元末時避難隱居吳淞青丘，自號青丘子。至明洪武元年（1368年），高啟應召入朝，被授與翰林院編修，負責纂修《元史》；朝廷欲授以戶部右侍郎的授予職位，高啟沒接受。後放歸鄉里，以教書為生。
賦詩作《題宮女圖》詩：“小犬隔花空吠影，夜深宮禁有誰來？”朱元璋以為是諷刺他強納陳友諒美妾，記恨在心。日後長住蘇州，洪武六年（1373年）魏觀案發：蘇州府知府魏觀將府衙修建在張士誠宮殿的遺址上，被御史張度污為“興滅王之基，開敗國之河”；魏觀被斫殺，高啟曾為魏觀撰寫《郡治上梁文》，其中“龍盤虎踞”等句觸怒朱元璋，一併被腰斬於南京，传言被截為八段。

## 文学成就
高啟有詩才，其詩清新超拔，雄健豪邁，尤擅長於七言歌行。《四庫全書總目提要》稱：“擬漢魏似漢魏，擬六朝似六朝，擬唐似唐，擬宋似宋，凡古人所長，無不兼之。”代表作有《青丘子歌》。與楊基、張羽、徐賁合稱“吳中四傑”。

## 评价
高啟事件是明初文人不依附朝廷而付出血的代價，可說是朱元璋杀鸡儆猴的牺牲品，而魏观与王彝的死反而只是冤殺。
高啟学生吕勉回忆高启和王彝被執送京師时，“众汹惧丧魄，先生独不乱。临行在途吟哦不绝。有‘枫桥北望草斑斑，十去行人九不还’，‘自知清彻原无愧，盍请长江鉴此心’之句”。景泰元年（1450年），徐庸搜集《缶鳴集》等遺篇，編為《高太史大全集》18卷。《鳳台集序》保存在《珊瑚木難》中，是現存唯一評論高啟在金陵的詩歌論文。